# Capelio rotundifolia
Capelio rotundifolia là một loài thực vật có hoa trong họ Cúc. Loài này được mô tả khoa học đầu tiên.